# Cryptosporella umbrina
Cryptosporella umbrina är en svampart som först beskrevs av Jenkins, och fick sitt nu gällande namn av Jenkins & Wehm. 1935. Cryptosporella umbrina ingår i släktet Cryptosporella och familjen Gnomoniaceae.   Inga underarter finns listade i Catalogue of Life.